# Nikolái Guikalo
Nikolái Fiódorovich Guikalo (en ruso: Никола́й Фёдорович Гика́ло; 8 de marzo de 1897, Odesa - gobernación de Jersón, 25 de abril de 1938) fue un revolucionario y estadista soviético.

## Biografía
Nació en Odesa en una familia de campesinos ucranianos. Se graduó de una escuela militar para paramédicos en Tiflis, y desde 1915 sirvió en el Ejército Imperial Ruso, siendo galardonado con la Cruz de San Jorge. En 1917 se unió al Partido Obrero Socialdemócrata Ruso, en su facción bolchevique, y posteriormente estuvo al mando del Ejército Rojo en la lucha contra el Ejército Blanco en el Cáucaso del Norte, donde trabajó en el partido hasta 1927, ocupando diversos cargos en el partido y el ejército; siendo presidente del Comité Municipal de Grozni en 1918, miembro del Comité Regional del Cáucaso en 1919 y secretario del Comité Regional de la RASS de la Montaña, así como varios puestos más en el Comité Regional de Ciscaucasia del PCR(b). 
Entre 1927 y 1928 fue miembro del Buró de Asia Central del partido, y posteriormente se desempeñó como primer secretario del Partido Comunista de la RSS de Uzbekistán desde abril de 1929 hasta el 11 de junio de 1929, y luego del Partido Comunista de la RSS de Azerbaiyán desde 1929 hasta agosto de 1930.
De 1930 a 1931, fue subdirector del Departamento de Organización e Instructores del Comité Central del PCU(b). Un año después, en 1932, fue secretario tanto del Comité Regional como del Comité Municipal de Moscú del PCU(b), además del jefe del departamento de organización. Entre 1932 y 1937 fue Primer Secretario del Partido Comunista de la RSS de Bielorrusia, donde llevó a cabo una purga de los miembros de organizaciones del partido; asimismo organizó la industrialización y colectivización de la agricultura en la república. Desde 1937, fue primer secretario tanto del Comité Regional de Járkov como del Comité Municipal de Járkov, partes del Partido Comunista de la RSS de Ucrania. Este período estuvo marcado por la incorporación a una troika especial, creada por orden de la NKVD. y la participación activa en las represiones estalinistas.
Fue delegado del XVII Congreso del Partido Comunista de Toda la Unión (bolchevique),llevado a cabo entre el 26 de enero y el 10 de febrero de 1934, así como miembro candidato del Comité Central del PCU(b) (1934-1937), y de la Comisión Central de Auditoría del PCUS (1930-1934), además miembro del Politburó del Comité Central del Partido Comunista de la RSS de Ucrania desde 1937 hasta 1938.
Durante la Gran Purga, Gikalo fue arrestado el 11 de octubre de 1937, acusado de conspirar contra el estado soviético y condenado a fusilamiento por el Colegio Militar de la Corte Suprema de la URSS, y ejecutado el 25 de abril de 1938. Fue exonerado póstumamente por el Comité Central del PCUS el 2 de septiembre de 1955.

## Premios y condecoraciones
- Orden de Lenin
- Orden de la Bandera Roja

Una ciudad de Chechenia lleva su nombre.